# قلعه پاچه
قلعه پاچه، روستایی از توابع بخش ذلقی بختیاری و مرکز حکومت ایل بزرگ ذلقی]] شهرستان الیگودرز در استان لرستان ایران است.

## جمعیت
این روستا در دهستان پیشکوه ذلقی قرار دارد و براساس سرشماری مرکز آمار ایران در سال ۱۳۸۵، جمعیت آن زیر سه خانوار بوده‌است.